# ATP World Tour 2016
L'ATP World Tour 2016 è un insieme di tornei organizzati dall'ATP divisi in quattro categorie: tornei del Grande Slam, Masters 1000, 500 e 250. A questi si aggiungono anche la Coppa Davis, l'ATP World Tour Finals e la Hopman Cup che, insieme agli Slam, sono organizzati dalla ITF.

## Calendario
| Grande Slam                 |
| Giochi Olimpici             |
| ATP World Tour Finals       |
| ATP World Tour Masters 1000 |
| ATP World Tour 500          |
| ATP World Tour 250          |
| Evento a squadre            |

### Gennaio
| Settimana             | Torneo | Campione/i                                  | Finalista/i                       | Semifinalisti                                              | Eliminati ai quarti di finale                                                    |
| --------------------- | --- | ------------------------------------------- | --------------------------------- | ---------------------------------------------------------- | -------------------------------------------------------------------------------- |
| 4 gennaio             | Hopman Cup 2016 Perth, Australia Torneo a squadre misto 1000 AUD - Cemento indoor – 8 squadre (RR)                              | Australia Verde 2-0                         | Ucraina                           | Round Robin (Gruppo A) Rep. Ceca Australia Oro Stati Uniti | Round Robin (Gruppo B) Regno Unito Francia Germania                              |
| 4 gennaio             | Brisbane International 2016 Brisbane, Australia ATP World Tour 250 461330 $ – Cemento – 28S/16Q/16D Singolare – Doppio          | Milos Raonic 6–4, 6–4                       | Roger Federer                     | Dominic Thiem Bernard Tomić                                | Grigor Dimitrov Marin Čilić Lucas Pouille Kei Nishikori                          |
| 4 gennaio             | Brisbane International 2016 Brisbane, Australia ATP World Tour 250 461330 $ – Cemento – 28S/16Q/16D Singolare – Doppio          | Henri Kontinen John Peers 7–6(4), 6–1       | James Duckworth Chris Guccione    | Dominic Thiem Bernard Tomić                                | Grigor Dimitrov Marin Čilić Lucas Pouille Kei Nishikori                          |
| 4 gennaio             | Aircel Chennai Open 2016 Chennai, India ATP World Tour 250 482085 $ – Cemento – 28S/16Q/16D Singolare - Doppio                  | Stan Wawrinka 6–3, 7–5                      | Borna Ćorić                       | Benoît Paire Aljaž Bedene                                  | Guillermo García López Thomas Fabbiano Roberto Bautista Agut Ramkumar Ramanathan |
| 4 gennaio             | Aircel Chennai Open 2016 Chennai, India ATP World Tour 250 482085 $ – Cemento – 28S/16Q/16D Singolare - Doppio                  | Oliver Marach Fabrice Martin 6–3, 7–5       | Austin Krajicek Benoît Paire      | Benoît Paire Aljaž Bedene                                  | Guillermo García López Thomas Fabbiano Roberto Bautista Agut Ramkumar Ramanathan |
| 4 gennaio             | Qatar ExxonMobil Open 2016 Doha, Qatar ATP World Tour 250 1283855 $ – Cemento – 32S/16Q/16D Singolare – Doppio                  | Novak Đoković 6–1, 6–2                      | Rafael Nadal                      | Tomáš Berdych Illja Marčenko                               | Leonardo Mayer Kyle Edmund Jérémy Chardy Andrej Kuznecov                         |
| 4 gennaio             | Qatar ExxonMobil Open 2016 Doha, Qatar ATP World Tour 250 1283855 $ – Cemento – 32S/16Q/16D Singolare – Doppio                  | Feliciano López Marc López 6–4, 6–3         | Philipp Petzschner Alexander Peya | Tomáš Berdych Illja Marčenko                               | Leonardo Mayer Kyle Edmund Jérémy Chardy Andrej Kuznecov                         |
| 11 gennaio            | ASB Classic 2016 Auckland, Nuova Zelanda ATP World Tour 250 520070 $ – Cemento – 28S/16Q/16D Singolare - Doppio                 | Roberto Bautista Agut 6–1, 1–0 rit.         | Jack Sock                         | David Ferrer Jo-Wilfried Tsonga                            | Lukáš Rosol Kevin Anderson John Isner Fabio Fognini                              |
| 11 gennaio            | ASB Classic 2016 Auckland, Nuova Zelanda ATP World Tour 250 520070 $ – Cemento – 28S/16Q/16D Singolare - Doppio                 | Mate Pavić Michael Venus 7–5, 6–4           | Eric Butorac Scott Lipsky         | David Ferrer Jo-Wilfried Tsonga                            | Lukáš Rosol Kevin Anderson John Isner Fabio Fognini                              |
| 11 gennaio            | Apia International Sydney 2016 Sydney, Australia ATP World Tour 250 461330 $ – Cemento – 28S/16Q/16D Singolare - Doppio         | Viktor Troicki 2–6, 6–1, 7–6(7)             | Grigor Dimitrov                   | Tejmuraz Gabašvili Gilles Müller                           | Bernard Tomić Nicolas Mahut Aleksandr Dolhopolov Jérémy Chardy                   |
| 11 gennaio            | Apia International Sydney 2016 Sydney, Australia ATP World Tour 250 461330 $ – Cemento – 28S/16Q/16D Singolare - Doppio         | Jamie Murray Bruno Soares 6–3, 7–6(6)       | Rohan Bopanna Florin Mergea       | Tejmuraz Gabašvili Gilles Müller                           | Bernard Tomić Nicolas Mahut Aleksandr Dolhopolov Jérémy Chardy                   |
| 18 gennaio 25 gennaio | Australian Open 2016 Melbourne, Australia Grande Slam 22000 AUD – Cemento - 128S/128Q/64D/32X Singolare - Doppio - Doppio misto | Novak Đoković 6–1, 7–5, 7–6(3)              | Andy Murray                       | Roger Federer Milos Raonic                                 | Kei Nishikori Tomáš Berdych Gaël Monfils David Ferrer                            |
| 18 gennaio 25 gennaio | Australian Open 2016 Melbourne, Australia Grande Slam 22000 AUD – Cemento - 128S/128Q/64D/32X Singolare - Doppio - Doppio misto | Jamie Murray Bruno Soares 2–6, 6–4, 7–5     | Daniel Nestor Radek Štěpánek      | Roger Federer Milos Raonic                                 | Kei Nishikori Tomáš Berdych Gaël Monfils David Ferrer                            |
| 18 gennaio 25 gennaio | Australian Open 2016 Melbourne, Australia Grande Slam 22000 AUD – Cemento - 128S/128Q/64D/32X Singolare - Doppio - Doppio misto | Elena Vesnina Bruno Soares 6–4, 4–6, [10–5] | Coco Vandeweghe Horia Tecău       | Roger Federer Milos Raonic                                 | Kei Nishikori Tomáš Berdych Gaël Monfils David Ferrer                            |

### Febbraio
| Settimana   | Torneo | Campione/i | Finalista/i                                                                                | Semifinalisti                         | Eliminati ai quarti di finale                                               |
| ----------- | --- | --- | ------------------------------------------------------------------------------------------ | ------------------------------------- | --------------------------------------------------------------------------- |
| 1º febbraio | Open Sud de France 2016 Montpellier, Francia ATP World Tour 250 520070 € – Cemento indoor – 28S/32Q/16D Singolare – Doppio | Richard Gasquet 7–5, 6–4 | Paul-Henri Mathieu                                                                         | Dustin Brown Alexander Zverev         | Marcos Baghdatis Ruben Bemelmans John Millman Michael Berrer                |
| 1º febbraio | Open Sud de France 2016 Montpellier, Francia ATP World Tour 250 520070 € – Cemento indoor – 28S/32Q/16D Singolare – Doppio | Mate Pavić Michael Venus 7–5, 7–6(4)                                                                                           | Alexander Zverev Miša Zverev                                                               | Dustin Brown Alexander Zverev         | Marcos Baghdatis Ruben Bemelmans John Millman Michael Berrer                |
| 1º febbraio | Garanti Koza Sofia Open 2016 Sofia, Bulgaria ATP World Tour 250 520070 € – Cemento indoor – 28S/32Q/16D Singolare – Doppio | Roberto Bautista Agut 6–3, 6–4                                                                                                 | Viktor Troicki                                                                             | Gilles Müller Martin Kližan           | Adrian Mannarino Guillermo García López Andreas Seppi Philipp Kohlschreiber |
| 1º febbraio | Garanti Koza Sofia Open 2016 Sofia, Bulgaria ATP World Tour 250 520070 € – Cemento indoor – 28S/32Q/16D Singolare – Doppio | Wesley Koolhof Matwé Middelkoop 5–7, 7–6(9), [10–6]                                                                            | Philipp Oswald Adil Shamasdin                                                              | Gilles Müller Martin Kližan           | Adrian Mannarino Guillermo García López Andreas Seppi Philipp Kohlschreiber |
| 1º febbraio | Ecuador Open Quito 2016 Quito, Ecuador ATP World Tour 250 520070 $ – Terra rossa – 28S/32Q/16D Singolare – Doppio | Víctor Estrella Burgos 4–6, 7–6(5), 6–2                                                                                        | Thomaz Bellucci                                                                            | Paolo Lorenzi Albert Ramos Viñolas    | Bernard Tomić Pablo Carreño Busta Renzo Olivo Feliciano López               |
| 1º febbraio | Ecuador Open Quito 2016 Quito, Ecuador ATP World Tour 250 520070 $ – Terra rossa – 28S/32Q/16D Singolare – Doppio | Pablo Carreño Busta Guillermo Durán 7–5, 6–4                                                                                   | Thomaz Bellucci Marcelo Demoliner                                                          | Paolo Lorenzi Albert Ramos Viñolas    | Bernard Tomić Pablo Carreño Busta Renzo Olivo Feliciano López               |
| 8 febbraio  | Rotterdam Open 2016 Rotterdam, Paesi Bassi ATP World Tour 500 1722820 € – Cemento indoor – 32S/16Q/16D Singolare – Doppio | Martin Kližan 6(1)–7, 6–3, 6–1                                                                                                 | Gaël Monfils                                                                               | Nicolas Mahut Philipp Kohlschreiber   | Viktor Troicki Roberto Bautista Agut Alexander Zverev Marin Čilić           |
| 8 febbraio  | Rotterdam Open 2016 Rotterdam, Paesi Bassi ATP World Tour 500 1722820 € – Cemento indoor – 32S/16Q/16D Singolare – Doppio | Nicolas Mahut Vasek Pospisil 7–6(2), 6–4                                                                                       | Philipp Petzschner Alexander Peya                                                          | Nicolas Mahut Philipp Kohlschreiber   | Viktor Troicki Roberto Bautista Agut Alexander Zverev Marin Čilić           |
| 8 febbraio  | Memphis Open 2016 Memphis, Stati Uniti d'America ATP World Tour 250 693425 $ – Cemento indoor – 28S/32Q/16D Singolare - Doppio | Kei Nishikori 6–4, 6–4 | Taylor Fritz                                                                               | Sam Querrey Ričardas Berankis         | Michail Kukuškin Yoshihito Nishioka Donald Young Benjamin Becker            |
| 8 febbraio  | Memphis Open 2016 Memphis, Stati Uniti d'America ATP World Tour 250 693425 $ – Cemento indoor – 28S/32Q/16D Singolare - Doppio | Mariusz Fyrstenberg Santiago González 6–4, 6–4                                                                                 | Steve Johnson Sam Querrey                                                                  | Sam Querrey Ričardas Berankis         | Michail Kukuškin Yoshihito Nishioka Donald Young Benjamin Becker            |
| 8 febbraio  | Argentina Open 2016 Buenos Aires, Argentina ATP World Tour 250 598865 $ – Terra rossa – 28S/32Q/16D Singolare – Doppio | Dominic Thiem 7–6(2), 3–6, 7–6(4)                                                                                              | Nicolás Almagro                                                                            | Rafael Nadal David Ferrer             | Paolo Lorenzi Dušan Lajović Jo-Wilfried Tsonga Pablo Cuevas                 |
| 8 febbraio  | Argentina Open 2016 Buenos Aires, Argentina ATP World Tour 250 598865 $ – Terra rossa – 28S/32Q/16D Singolare – Doppio | Juan Sebastián Cabal Robert Farah 6–3, 6–0                                                                                     | Íñigo Cervantes Paolo Lorenzi                                                              | Rafael Nadal David Ferrer             | Paolo Lorenzi Dušan Lajović Jo-Wilfried Tsonga Pablo Cuevas                 |
| 15 febbraio | Rio Open 2016 Rio de Janeiro, Brasile ATP World Tour 500 1471315 $ – Terra rossa – 32S/16Q/16D Singolare – Doppio | Pablo Cuevas 6–4, 6(5)–7, 6–4                                                                                                  | Guido Pella                                                                                | Rafael Nadal Dominic Thiem            | Aleksandr Dolhopolov Federico Delbonis Daniel Gimeno Traver David Ferrer    |
| 15 febbraio | Rio Open 2016 Rio de Janeiro, Brasile ATP World Tour 500 1471315 $ – Terra rossa – 32S/16Q/16D Singolare – Doppio | Juan Sebastián Cabal Robert Farah 7–6(5), 6–1                                                                                  | Pablo Carreño Busta David Marrero                                                          | Rafael Nadal Dominic Thiem            | Aleksandr Dolhopolov Federico Delbonis Daniel Gimeno Traver David Ferrer    |
| 15 febbraio | Delray Beach Open 2016 Delray Beach, Stati Uniti d'America ATP World Tour 250 576900 $ – Cemento – 32S/32Q/16D Singolare – Doppio | Sam Querrey 6–4, 7–6(6) | Rajeev Ram                                                                                 | Juan Martín del Potro Grigor Dimitrov | Tim Smyczek Jérémy Chardy Adrian Mannarino Benjamin Becker                  |
| 15 febbraio | Delray Beach Open 2016 Delray Beach, Stati Uniti d'America ATP World Tour 250 576900 $ – Cemento – 32S/32Q/16D Singolare – Doppio | Oliver Marach Fabrice Martin 3–6, 7–6(7), [13–11]                                                                              | Bob Bryan Mike Bryan                                                                       | Juan Martín del Potro Grigor Dimitrov | Tim Smyczek Jérémy Chardy Adrian Mannarino Benjamin Becker                  |
| 15 febbraio | Open 13 Provence 2016 Marsiglia, Francia ATP World Tour 250 665910 € – Cemento indoor – 28S/32Q/16D Singolare – Doppio | Nick Kyrgios 6–2, 7–6(3) | Marin Čilić                                                                                | Benoît Paire Tomáš Berdych            | Stan Wawrinka Andrej Kuznecov Richard Gasquet David Goffin                  |
| 15 febbraio | Open 13 Provence 2016 Marsiglia, Francia ATP World Tour 250 665910 € – Cemento indoor – 28S/32Q/16D Singolare – Doppio | Mate Pavić Michael Venus 6–2, 6–3                                                                                              | Jonathan Erlich Colin Fleming                                                              | Benoît Paire Tomáš Berdych            | Stan Wawrinka Andrej Kuznecov Richard Gasquet David Goffin                  |
| 23 febbraio | Dubai Tennis Championships 2016 Dubai, Emirati Arabi Uniti ATP World Tour 500 2674445 $ – Cemento – 32S/16Q/16D Singolare – Doppio | Stan Wawrinka 6–4, 7–6(13) | Marcos Baghdatis                                                                           | Feliciano López Nick Kyrgios          | Novak Đoković Roberto Bautista Agut Tomáš Berdych Philipp Kohlschreiber     |
| 23 febbraio | Dubai Tennis Championships 2016 Dubai, Emirati Arabi Uniti ATP World Tour 500 2674445 $ – Cemento – 32S/16Q/16D Singolare – Doppio | Simone Bolelli Andreas Seppi 6–2, 3–6, [14–12]                                                                                 | Feliciano López Marc López                                                                 | Feliciano López Nick Kyrgios          | Novak Đoković Roberto Bautista Agut Tomáš Berdych Philipp Kohlschreiber     |
| 23 febbraio | Abierto Mexicano de Tenis 2016 Acapulco, Messico ATP World Tour 500 1551830 $ – Cemento – 32S/16Q/16D Singolare – Doppio | Dominic Thiem 7–6(6), 4–6, 6–3                                                                                                 | Bernard Tomić                                                                              | Aleksandr Dolhopolov Sam Querrey      | Robin Haase Illja Marčenko Grigor Dimitrov Taylor Fritz                     |
| 23 febbraio | Abierto Mexicano de Tenis 2016 Acapulco, Messico ATP World Tour 500 1551830 $ – Cemento – 32S/16Q/16D Singolare – Doppio | Treat Huey Maks Mirny 7–6(5), 6–3                                                                                              | Philipp Petzschner Alexander Peya                                                          | Aleksandr Dolhopolov Sam Querrey      | Robin Haase Illja Marčenko Grigor Dimitrov Taylor Fritz                     |
| 23 febbraio | Brasil Open 2016 San Paolo, Brasile ATP World Tour 250 499055 € – Terra rossa indoor – 28S/16Q/16D Singolare – Doppio | Pablo Cuevas 7–6(4), 6–3 | Pablo Carreño Busta                                                                        | Dušan Lajović Íñigo Cervantes         | Gastão Elias Thiago Monteiro Federico Delbonis Roberto Carballés Baena      |
| 23 febbraio | Brasil Open 2016 San Paolo, Brasile ATP World Tour 250 499055 € – Terra rossa indoor – 28S/16Q/16D Singolare – Doppio | Julio Peralta Horacio Zeballos 4–6, 6–1, [10–5]                                                                                | Pablo Carreño Busta David Marrero                                                          | Dušan Lajović Íñigo Cervantes         | Gastão Elias Thiago Monteiro Federico Delbonis Roberto Carballés Baena      |
| 29 febbraio | Coppa Davis 2016 Primo turno Birmingham, Gran Bretagna – Cemento (i) Belgrado, Serbia – Cemento (i) Pesaro, Italia – Terra (i) Danzica, Polonia – Cemento (i) Baie-Mahault, Francia – Terra Hannover, Germania – Cemento (i) Kooyong, Australia – Erba Liegi, Belgio – Terra (i) | Vincenti Primo turno Regno Unito 3-1 Serbia 3-2 Italia 5-0 Argentina 3-2 Francia 5-0 Rep. Ceca 3-2 Stati Uniti 3-1 Croazia 3-2 | Perdenti Primo turno Giappone Kazakistan Svizzera Polonia Canada Germania Australia Belgio |                                       |                                                                             |

### Marzo
| Settimana | Torneo | Campione/i                                           | Finalista/i              | Semifinalisti             | Eliminati ai quarti di finale                             |
| --------- | --- | ---------------------------------------------------- | ------------------------ | ------------------------- | --------------------------------------------------------- |
| 7 marzo   | Indian Wells Open 2016 Indian Wells, Stati Uniti ATP World Tour Masters 1000 7037595 $ - Cemento - 96S/48Q/32D Singolare - Doppio | Novak Đoković 6-2, 6-0                               | Milos Raonic             | Rafael Nadal David Goffin | Jo-Wilfried Tsonga Kei Nishikori Marin Čilić Gaël Monfils |
| 7 marzo   | Indian Wells Open 2016 Indian Wells, Stati Uniti ATP World Tour Masters 1000 7037595 $ - Cemento - 96S/48Q/32D Singolare - Doppio | Pierre-Hugues Herbert Nicolas Mahut 6-3, 7–6(5)      | Vasek Pospisil Jack Sock | Rafael Nadal David Goffin | Jo-Wilfried Tsonga Kei Nishikori Marin Čilić Gaël Monfils |
| 21 marzo  | Miami Open 2016 Miami, Stati Uniti ATP World Tour Masters 1000 7037595 $ - Cemento - 96S/48Q/32D Singolare - Doppio               | Novak Đoković 6-3, 6-3                               | Kei Nishikori            | David Goffin Nick Kyrgios | Tomáš Berdych Gilles Simon Milos Raonic Gaël Monfils      |
| 21 marzo  | Miami Open 2016 Miami, Stati Uniti ATP World Tour Masters 1000 7037595 $ - Cemento - 96S/48Q/32D Singolare - Doppio               | Pierre-Hugues Herbert Nicolas Mahut 5-7, 6-1, [10-7] | Raven Klaasen Rajeev Ram | David Goffin Nick Kyrgios | Tomáš Berdych Gilles Simon Milos Raonic Gaël Monfils      |

### Aprile
| Settimana | Torneo | Campione/i                                           | Finalista/i                              | Semifinalisti                            | Eliminati ai quarti di finale                                                |
| --------- | --- | ---------------------------------------------------- | ---------------------------------------- | ---------------------------------------- | ---------------------------------------------------------------------------- |
| 4 aprile  | U.S. Men's Clay Court Championships 2016 Houston, Stati Uniti d'America ATP World Tour 250 577860 $ - Terra rossa - 28S/32Q/16D Singolare - Doppio | Juan Mónaco 3-6, 6-3, 7-5                            | Jack Sock                                | John Isner Feliciano López               | Chung Hyeon Marcos Baghdatis Tim Smyczek Sam Querrey                         |
| 4 aprile  | U.S. Men's Clay Court Championships 2016 Houston, Stati Uniti d'America ATP World Tour 250 577860 $ - Terra rossa - 28S/32Q/16D Singolare - Doppio | Bob Bryan Mike Bryan 4-6, 6-3, [10-8]                | Víctor Estrella Burgos Santiago González | John Isner Feliciano López               | Chung Hyeon Marcos Baghdatis Tim Smyczek Sam Querrey                         |
| 4 aprile  | Grand Prix Hassan II 2016 Marrakech, Marocco ATP World Tour 250 520070 € - Terra rossa - 28S/32Q/16D Singolare - Doppio                            | Federico Delbonis 6-2, 6-4                           | Borna Ćorić                              | Jiří Veselý Albert Montañés              | Guillermo García López Paul-Henri Mathieu Pablo Carreño Busta Facundo Bagnis |
| 4 aprile  | Grand Prix Hassan II 2016 Marrakech, Marocco ATP World Tour 250 520070 € - Terra rossa - 28S/32Q/16D Singolare - Doppio                            | Guillermo Durán Máximo González 6-2, 3-6, [10-6]     | Marin Draganja Aisam-ul-Haq Qureshi      | Jiří Veselý Albert Montañés              | Guillermo García López Paul-Henri Mathieu Pablo Carreño Busta Facundo Bagnis |
| 10 aprile | Monte Carlo Masters 2016 Monte Carlo, Principato di Monaco ATP World Tour Masters 1000 4094505 € - Terra rossa - 56S/28Q/24D Singolare - Doppio    | Rafael Nadal 7-5, 5-7, 6-0                           | Gaël Monfils                             | Jo-Wilfried Tsonga Andy Murray           | Marcel Granollers Roger Federer Stan Wawrinka Milos Raonic                   |
| 10 aprile | Monte Carlo Masters 2016 Monte Carlo, Principato di Monaco ATP World Tour Masters 1000 4094505 € - Terra rossa - 56S/28Q/24D Singolare - Doppio    | Pierre-Hugues Herbert Nicolas Mahut 4-6, 6-0, [10-6] | Jamie Murray Bruno Soares                | Jo-Wilfried Tsonga Andy Murray           | Marcel Granollers Roger Federer Stan Wawrinka Milos Raonic                   |
| 18 aprile | Barcelona Open Banc Sabadell 2016 Barcellona, Spagna ATP World Tour 500 2428355 € - Terra rossa - 48S/28Q/24D Singolare - Doppio                   | Rafael Nadal 6-4, 7-5                                | Kei Nishikori                            | Philipp Kohlschreiber Benoît Paire       | Fabio Fognini Andrej Kuznecov Malek Jaziri Aleksandr Dolhopolov              |
| 18 aprile | Barcelona Open Banc Sabadell 2016 Barcellona, Spagna ATP World Tour 500 2428355 € - Terra rossa - 48S/28Q/24D Singolare - Doppio                   | Bob Bryan Mike Bryan 7-5, 7-5                        | Pablo Cuevas Marcel Granollers           | Philipp Kohlschreiber Benoît Paire       | Fabio Fognini Andrej Kuznecov Malek Jaziri Aleksandr Dolhopolov              |
| 18 aprile | Romanian Open 2016 Bucarest, Romania ATP World Tour 250 520070 € - Terra rossa - 28S/32Q/16D Singolare - Doppio                                    | Fernando Verdasco 6-3, 6-2                           | Lucas Pouille                            | Guillermo García López Federico Delbonis | Robin Haase Guido Pella Marco Cecchinato Paolo Lorenzi                       |
| 18 aprile | Romanian Open 2016 Bucarest, Romania ATP World Tour 250 520070 € - Terra rossa - 28S/32Q/16D Singolare - Doppio                                    | Florin Mergea Horia Tecău 7-5, 6-4                   | Chris Guccione André Sá                  | Guillermo García López Federico Delbonis | Robin Haase Guido Pella Marco Cecchinato Paolo Lorenzi                       |
| 25 aprile | Internazionali di Tennis di Baviera 2016 Monaco di Baviera, Germania ATP World Tour 250 520070 € - Terra rossa - 28S/32Q/16D Singolare - Doppio    | Philipp Kohlschreiber 7–6(7), 4-6, 7–6(4)            | Dominic Thiem                            | Alexander Zverev Fabio Fognini           | David Goffin Ivan Dodig Juan Martín del Potro Jozef Kovalík                  |
| 25 aprile | Internazionali di Tennis di Baviera 2016 Monaco di Baviera, Germania ATP World Tour 250 520070 € - Terra rossa - 28S/32Q/16D Singolare - Doppio    | Henri Kontinen John Peers 6-3, 3-6, [10-7]           | Juan Sebastián Cabal Robert Farah        | Alexander Zverev Fabio Fognini           | David Goffin Ivan Dodig Juan Martín del Potro Jozef Kovalík                  |
| 25 aprile | Millennium Estoril Open 2016 Cascais, Portogallo ATP World Tour 250 520070 € - Terra rossa - 28S/32Q/16D Singolare - Doppio                        | Nicolás Almagro 6(6)–7, 7–6(5), 6-3                  | Pablo Carreño Busta                      | Benoît Paire Nick Kyrgios                | Gilles Simon Guillermo García López Leonardo Mayer Borna Ćorić               |
| 25 aprile | Millennium Estoril Open 2016 Cascais, Portogallo ATP World Tour 250 520070 € - Terra rossa - 28S/32Q/16D Singolare - Doppio                        | Eric Butorac Scott Lipsky 6-4, 3-6, [10-8]           | Łukasz Kubot Marcin Matkowski            | Benoît Paire Nick Kyrgios                | Gilles Simon Guillermo García López Leonardo Mayer Borna Ćorić               |
| 25 aprile | TEB BNP Paribas Istanbul Open 2016 Istanbul, Turchia ATP World Tour 250 483080 € - Terra Rossa - 28S/32Q/16D Singolare - Doppio                    | Diego Schwartzman 6(5)–7, 7–6(4), 6-0                | Grigor Dimitrov                          | Federico Delbonis Ivo Karlović           | Damir Džumhur Albert Ramos Viñolas Marcel Granollers Jiří Veselý             |
| 25 aprile | TEB BNP Paribas Istanbul Open 2016 Istanbul, Turchia ATP World Tour 250 483080 € - Terra Rossa - 28S/32Q/16D Singolare - Doppio                    | Flavio Cipolla Dudi Sela 6-3, 5-7, [10-7]            | Andrés Molteni Diego Schwartzman         | Federico Delbonis Ivo Karlović           | Damir Džumhur Albert Ramos Viñolas Marcel Granollers Jiří Veselý             |

### Maggio
| Settimana | Torneo | Campione/i                                         | Finalista/i                 | Semifinalisti               | Eliminati ai quarti di finale                                                |
| --------- | --- | -------------------------------------------------- | --------------------------- | --------------------------- | ---------------------------------------------------------------------------- |
| 1º maggio | Mutua Madrid Open 2016 Madrid, Spagna ATP World Tour Masters 1000 5719660 € - Terra rossa - 56S/28Q/24D Singolare - Doppio     | Novak Đoković 6-2, 3-6, 6-3                        | Andy Murray                 | Kei Nishikori Rafael Nadal  | Milos Raonic Nick Kyrgios João Sousa Tomáš Berdych                           |
| 1º maggio | Mutua Madrid Open 2016 Madrid, Spagna ATP World Tour Masters 1000 5719660 € - Terra rossa - 56S/28Q/24D Singolare - Doppio     | Jean-Julien Rojer Horia Tecău 6-4, 7–6(5)          | Rohan Bopanna Florin Mergea | Kei Nishikori Rafael Nadal  | Milos Raonic Nick Kyrgios João Sousa Tomáš Berdych                           |
| 8 maggio  | Internazionali d'Italia 2016 Roma, Italia ATP World Tour Masters 1000 4300755 € - Terra rossa - 56S/28Q/24D Singolare - Doppio | Andy Murray 6-3, 6-3                               | Novak Đoković               | Kei Nishikori Lucas Pouille | Rafael Nadal Dominic Thiem Juan Mónaco David Goffin                          |
| 8 maggio  | Internazionali d'Italia 2016 Roma, Italia ATP World Tour Masters 1000 4300755 € - Terra rossa - 56S/28Q/24D Singolare - Doppio | Bob Bryan Mike Bryan 2-6, 6-3, [10-7]              | Vasek Pospisil Jack Sock    | Kei Nishikori Lucas Pouille | Rafael Nadal Dominic Thiem Juan Mónaco David Goffin                          |
| 15 maggio | Open de Nice Côte d'Azur 2016 Nizza, Francia ATP World Tour 250 520070 € - Terra rossa - 28S/32Q/16D Singolare - Doppio        | Dominic Thiem 6-4, 3-6, 6-0                        | Alexander Zverev            | Adrian Mannarino João Sousa | Andreas Seppi Guido Pella Kevin Anderson Gilles Simon                        |
| 15 maggio | Open de Nice Côte d'Azur 2016 Nizza, Francia ATP World Tour 250 520070 € - Terra rossa - 28S/32Q/16D Singolare - Doppio        | Juan Sebastián Cabal Robert Farah 4-6, 6-4, [10-8] | Mate Pavić Michael Venus    | Adrian Mannarino João Sousa | Andreas Seppi Guido Pella Kevin Anderson Gilles Simon                        |
| 15 maggio | Geneva Open 2016 Ginevra, Svizzera ATP World Tour 250 556195 € - Terra rossa - 28S/32Q/16D Singolare - Doppio                  | Stan Wawrinka 6-4, 7–6(11)                         | Marin Čilić                 | Lukáš Rosol David Ferrer    | Pablo Carreño Busta Andrej Kuznecov Federico Delbonis Guillermo García López |
| 15 maggio | Geneva Open 2016 Ginevra, Svizzera ATP World Tour 250 556195 € - Terra rossa - 28S/32Q/16D Singolare - Doppio                  | Steve Johnson Sam Querrey 6-4, 6-1                 | Raven Klaasen Rajeev Ram    | Lukáš Rosol David Ferrer    | Pablo Carreño Busta Andrej Kuznecov Federico Delbonis Guillermo García López |
| 22 maggio | Open di Francia 2016 Parigi, Francia Grande Slam 14014300 € - Terra rossa - 128S/128Q/64D/32X Singolare - Doppio - Misto       | Novak Đoković 3-6, 6-1, 6-2, 6-4                   | Andy Murray                 | Dominic Thiem Stan Wawrinka | Tomáš Berdych David Goffin Albert Ramos Viñolas-Viñolas Richard Gasquet      |
| 22 maggio | Open di Francia 2016 Parigi, Francia Grande Slam 14014300 € - Terra rossa - 128S/128Q/64D/32X Singolare - Doppio - Misto       | Feliciano López Marc López 6-4, 6(6)–7, 6-3        | Bob Bryan Mike Bryan        | Dominic Thiem Stan Wawrinka | Tomáš Berdych David Goffin Albert Ramos Viñolas-Viñolas Richard Gasquet      |
| 22 maggio | Open di Francia 2016 Parigi, Francia Grande Slam 14014300 € - Terra rossa - 128S/128Q/64D/32X Singolare - Doppio - Misto       | Martina Hingis Leander Paes 4-6, 6-4, [10-8]       | Sania Mirza Ivan Dodig      | Dominic Thiem Stan Wawrinka | Tomáš Berdych David Goffin Albert Ramos Viñolas-Viñolas Richard Gasquet      |

### Giugno
| Settimana | Torneo | Campione/i                                           | Finalista/i                             | Semifinalisti                       | Eliminati ai quarti di finale                                     |
| --------- | --- | ---------------------------------------------------- | --------------------------------------- | ----------------------------------- | ----------------------------------------------------------------- |
| 6 giugno  | Ricoh Open 2016 's-Hertogenbosch, Paesi Bassi ATP World Tour 250 635645 € - Erba - 32S/32Q/16D Singolare - Doppio                      | Nicolas Mahut 6-4, 6-4                               | Gilles Müller                           | Ivo Karlović Sam Querrey            | David Ferrer Adrian Mannarino Stefan Kozlov Bernard Tomić         |
| 6 giugno  | Ricoh Open 2016 's-Hertogenbosch, Paesi Bassi ATP World Tour 250 635645 € - Erba - 32S/32Q/16D Singolare - Doppio                      | Mate Pavić Michael Venus 3-6, 6-3, [11-9]            | Dominic Inglot Raven Klaasen            | Ivo Karlović Sam Querrey            | David Ferrer Adrian Mannarino Stefan Kozlov Bernard Tomić         |
| 6 giugno  | Mercedes Cup 2016 Stoccarda, Germania ATP World Tour 250 675645 € - Erba - 32S/32Q/16D Singolare - Doppio                              | Dominic Thiem 6(2)–7, 6-4, 6-4                       | Philipp Kohlschreiber                   | Roger Federer Juan Martín del Potro | Florian Mayer Michail Južnyj Gilles Simon Radek Štěpánek          |
| 6 giugno  | Mercedes Cup 2016 Stoccarda, Germania ATP World Tour 250 675645 € - Erba - 32S/32Q/16D Singolare - Doppio                              | Marcus Daniell Artem Sitak 6(4)–7, 6-4, [10-8]       | Oliver Marach Fabrice Martin            | Roger Federer Juan Martín del Potro | Florian Mayer Michail Južnyj Gilles Simon Radek Štěpánek          |
| 13 giugno | Halle Open 2016 Halle, Germania ATP World Tour 500 1826275 € - Erba - 28S/32Q/16D Singolare - Doppio                                   | Florian Mayer 6-2, 5-7, 6-3                          | Alexander Zverev                        | Roger Federer Dominic Thiem         | David Goffin Marcos Baghdatis Philipp Kohlschreiber Andreas Seppi |
| 13 giugno | Halle Open 2016 Halle, Germania ATP World Tour 500 1826275 € - Erba - 28S/32Q/16D Singolare - Doppio                                   | Raven Klaasen Rajeev Ram 7–6(5), 6-2                 | Łukasz Kubot Alexander Peya             | Roger Federer Dominic Thiem         | David Goffin Marcos Baghdatis Philipp Kohlschreiber Andreas Seppi |
| 13 giugno | Queen's Club Championships 2016 Londra, Gran Bretagna ATP World Tour 500 1928610 € - Erba - 56S/32Q/24D Singolare - Doppio             | Andy Murray 6(5)–7, 6-4, 6-3                         | Milos Raonic                            | Marin Čilić Bernard Tomić           | Kyle Edmund Steve Johnson Roberto Bautista Agut Gilles Müller     |
| 13 giugno | Queen's Club Championships 2016 Londra, Gran Bretagna ATP World Tour 500 1928610 € - Erba - 56S/32Q/24D Singolare - Doppio             | Pierre-Hugues Herbert Nicolas Mahut 6-3, 7–6(5)      | Chris Guccione André Sá                 | Marin Čilić Bernard Tomić           | Kyle Edmund Steve Johnson Roberto Bautista Agut Gilles Müller     |
| 19 giugno | Aegon Open Nottingham 2016 Nottingham, Gran Bretagna ATP World Tour 250 704805 € - Erba - 28S/32Q/16D Singolare - Doppio               | Steve Johnson 7–6(5), 7-5                            | Pablo Cuevas                            | Andreas Seppi Gilles Müller         | Kevin Anderson Dudi Sela Aleksandr Dolhopolov Marcos Baghdatis    |
| 19 giugno | Aegon Open Nottingham 2016 Nottingham, Gran Bretagna ATP World Tour 250 704805 € - Erba - 28S/32Q/16D Singolare - Doppio               | Dominic Inglot Daniel Nestor 7-5, 7–6(4)             | Ivan Dodig Marcelo Melo                 | Andreas Seppi Gilles Müller         | Kevin Anderson Dudi Sela Aleksandr Dolhopolov Marcos Baghdatis    |
| 27 giugno | Torneo di Wimbledon 2016 Londra, Gran Bretagna Grande Slam 12568000 £ - Erba - 128S/128Q/64D/16Q/48X Singolare - Doppio - Doppio misto | Andy Murray 6–4, 7–6(3), 7–6(2)                      | Milos Raonic                            | Roger Federer Tomáš Berdych         | Sam Querrey Marin Čilić Lucas Pouille Jo-Wilfried Tsonga          |
| 27 giugno | Torneo di Wimbledon 2016 Londra, Gran Bretagna Grande Slam 12568000 £ - Erba - 128S/128Q/64D/16Q/48X Singolare - Doppio - Doppio misto | Pierre-Hugues Herbert Nicolas Mahut 6-4, 7-6(1), 6-3 | Julien Benneteau Édouard Roger-Vasselin | Roger Federer Tomáš Berdych         | Sam Querrey Marin Čilić Lucas Pouille Jo-Wilfried Tsonga          |
| 27 giugno | Torneo di Wimbledon 2016 Londra, Gran Bretagna Grande Slam 12568000 £ - Erba - 128S/128Q/64D/16Q/48X Singolare - Doppio - Doppio misto | Henri Kontinen Heather Watson 7–6(5), 6–4            | Robert Farah Anna-Lena Grönefeld        | Roger Federer Tomáš Berdych         | Sam Querrey Marin Čilić Lucas Pouille Jo-Wilfried Tsonga          |

### Luglio
| Settimana | Torneo | Campione/i                                                                      | Finalista/i                                                   | Semifinalisti                   | Eliminati ai quarti di finale                                                        |
| --------- | --- | ------------------------------------------------------------------------------- | ------------------------------------------------------------- | ------------------------------- | ------------------------------------------------------------------------------------ |
| 11 luglio | Coppa Davis 2016 Quarti di finale Belgrado, Serbia - Terra rossa Pesaro, Italia - Terra rossa Třinec, Repubblica Ceca - Cemento (i) Portland, Stati Uniti d'America - Cemento | Vincenti quarti di finale Regno Unito 3-2 Argentina 3-1 Francia 3-1 Croazia 3-2 | Perdenti quarti di finale Serbia Italia Rep. Ceca Stati Uniti |                                 |                                                                                      |
| 11 luglio | German Open 2016 Amburgo, Germania ATP World Tour 500 1514495 € - Terra rossa - 48S/24Q/16D Singolare - Doppio                                                                | Martin Kližan 6-1, 6-4                                                          | Pablo Cuevas                                                  | Renzo Olivo Stéphane Robert     | Philipp Kohlschreiber Paul-Henri Mathieu Guillermo García López Daniel Gimeno Traver |
| 11 luglio | German Open 2016 Amburgo, Germania ATP World Tour 500 1514495 € - Terra rossa - 48S/24Q/16D Singolare - Doppio                                                                | Henri Kontinen John Peers 7-5, 6-3                                              | Daniel Nestor Aisam-ul-Haq Qureshi                            | Renzo Olivo Stéphane Robert     | Philipp Kohlschreiber Paul-Henri Mathieu Guillermo García López Daniel Gimeno Traver |
| 11 luglio | Hall of Fame Tennis Championships 2016 Newport News, Stati Uniti ATP World Tour 250 577860 $ - Erba - 32S/32Q/16D Singolare - Doppio                                          | Ivo Karlović 6(2)–7, 7–6(5), 7–6(12)                                            | Gilles Müller                                                 | Marcos Baghdatis Donald Young   | Steve Johnson Adrian Mannarino Dudi Sela Marco Chiudinelli                           |
| 11 luglio | Hall of Fame Tennis Championships 2016 Newport News, Stati Uniti ATP World Tour 250 577860 $ - Erba - 32S/32Q/16D Singolare - Doppio                                          | Samuel Groth Chris Guccione 6-4, 6-3                                            | Jonathan Marray Adil Shamasdin                                | Marcos Baghdatis Donald Young   | Steve Johnson Adrian Mannarino Dudi Sela Marco Chiudinelli                           |
| 11 luglio | Swedish Open 2016 Båstad, Svezia ATP World Tour 250 520070 € - Terra rossa - 28S/32Q/16D Singolare - Doppio                                                                   | Albert Ramos Viñolas-Viñolas 6-3, 6-4                                           | Fernando Verdasco                                             | David Ferrer Gastão Elias       | Dustin Brown Andrea Arnaboldi Facundo Bagnis João Sousa                              |
| 11 luglio | Swedish Open 2016 Båstad, Svezia ATP World Tour 250 520070 € - Terra rossa - 28S/32Q/16D Singolare - Doppio                                                                   | Marcel Granollers David Marrero 6-2, 6-3                                        | Marcus Daniell Marcelo Demoliner                              | David Ferrer Gastão Elias       | Dustin Brown Andrea Arnaboldi Facundo Bagnis João Sousa                              |
| 18 luglio | Citi Open 2016 Washington, Stati Uniti d'America ATP World Tour 500 1877705 $ - Cemento - 48S/24Q/16D Singolare - Doppio                                                      | Gaël Monfils 5-7, 7–6(6), 6-4                                                   | Ivo Karlović                                                  | Steve Johnson Alexander Zverev  | John Isner Jack Sock Benoît Paire Sam Querrey                                        |
| 18 luglio | Citi Open 2016 Washington, Stati Uniti d'America ATP World Tour 500 1877705 $ - Cemento - 48S/24Q/16D Singolare - Doppio                                                      | Daniel Nestor Édouard Roger-Vasselin 7–6(3), 7–6(4)                             | Łukasz Kubot Alexander Peya                                   | Steve Johnson Alexander Zverev  | John Isner Jack Sock Benoît Paire Sam Querrey                                        |
| 18 luglio | Croatia Open Umag 2016 Umago, Croazia ATP World Tour 250 520070 € - Terra rossa - 28S/32Q/16D Singolare - Doppio                                                              | Fabio Fognini 6-4, 6-1                                                          | Andrej Martin                                                 | Gastão Elias Carlos Berlocq     | Pablo Carreño Busta Damir Džumhur Jérémy Chardy João Sousa                           |
| 18 luglio | Croatia Open Umag 2016 Umago, Croazia ATP World Tour 250 520070 € - Terra rossa - 28S/32Q/16D Singolare - Doppio                                                              | Martin Kližan David Marrero 6-4, 6-2                                            | Nikola Mektić Antonio Šančić                                  | Gastão Elias Carlos Berlocq     | Pablo Carreño Busta Damir Džumhur Jérémy Chardy João Sousa                           |
| 18 luglio | Generali Open 2016 Kitzbühel, Austria ATP World Tour 250 520070 € - Terra rossa - 28S/26Q/16D Singolare - Doppio                                                              | Paolo Lorenzi 6-3, 6-4                                                          | Nikoloz Basilašvili                                           | Gerald Melzer Dušan Lajović     | Jürgen Melzer Jan-Lennard Struff Adam Pavlásek Karen Chačanov                        |
| 18 luglio | Generali Open 2016 Kitzbühel, Austria ATP World Tour 250 520070 € - Terra rossa - 28S/26Q/16D Singolare - Doppio                                                              | Wesley Koolhof Matwé Middelkoop 2–6, 6–3, [11–9]                                | Dennis Novak Dominic Thiem                                    | Gerald Melzer Dušan Lajović     | Jürgen Melzer Jan-Lennard Struff Adam Pavlásek Karen Chačanov                        |
| 18 luglio | J. Safra Sarasin Swiss Open Gstaad 2016 Gstaad, Svizzera ATP World Tour 250 520070 € - Terra rossa - 28S/32Q/16D Singolare - Doppio                                           | Feliciano López 6–4, 7–5                                                        | Robin Haase                                                   | Dustin Brown Paul-Henri Mathieu | Elias Ymer Michail Južnyj Albert Ramos Viñolas-Viñolas Thiago Monteiro               |
| 18 luglio | J. Safra Sarasin Swiss Open Gstaad 2016 Gstaad, Svizzera ATP World Tour 250 520070 € - Terra rossa - 28S/32Q/16D Singolare - Doppio                                           | Julio Peralta Horacio Zeballos 7–6(2), 6–2                                      | Mate Pavić Michael Venus                                      | Dustin Brown Paul-Henri Mathieu | Elias Ymer Michail Južnyj Albert Ramos Viñolas-Viñolas Thiago Monteiro               |
| 25 luglio | Canadian Open 2016 Toronto, Canada ATP World Tour Masters 1000 4691730 $ - Cemento - 56S/28Q/24D Singolare - Doppio                                                           | Novak Đoković 6–3, 7–5                                                          | Kei Nishikori                                                 | Gaël Monfils Stan Wawrinka      | Tomáš Berdych Milos Raonic Grigor Dimitrov Kevin Anderson                            |
| 25 luglio | Canadian Open 2016 Toronto, Canada ATP World Tour Masters 1000 4691730 $ - Cemento - 56S/28Q/24D Singolare - Doppio                                                           | Ivan Dodig Marcelo Melo 6-4, 6-4                                                | Jamie Murray Bruno Soares                                     | Gaël Monfils Stan Wawrinka      | Tomáš Berdych Milos Raonic Grigor Dimitrov Kevin Anderson                            |

### Agosto
| Settimana | Torneo | Campione/i                                                | Finalista/i                                | Semifinalisti                          | Eliminati ai quarti di finale                                       |
| --------- | --- | --------------------------------------------------------- | ------------------------------------------ | -------------------------------------- | ------------------------------------------------------------------- |
| 1º agosto | BB&T Atlanta Open 2016 Atlanta, Stati Uniti ATP World Tour 250 693425 $ - Cemento - 28S/32Q/16D Singolare - Doppio               | Nick Kyrgios 7–6(3), 7–6(4)                               | John Isner                                 | Reilly Opelka Yoshihito Nishioka       | Taylor Fritz Donald Young Horacio Zeballos Fernando Verdasco        |
| 1º agosto | BB&T Atlanta Open 2016 Atlanta, Stati Uniti ATP World Tour 250 693425 $ - Cemento - 28S/32Q/16D Singolare - Doppio               | Andrés Molteni Horacio Zeballos 7–6(2), 6-4               | Johan Brunström Andreas Siljeström         | Reilly Opelka Yoshihito Nishioka       | Taylor Fritz Donald Young Horacio Zeballos Fernando Verdasco        |
| 8 agosto  | Tennis ai Giochi della XXXI Olimpiade Rio de Janeiro, Brasile Olimpiadi Cemento - 64S/32D/16X Singolare - Doppio - Doppio misto  |                                                           |                                            |                                        | Quarto posto                                                        |
| 8 agosto  | Tennis ai Giochi della XXXI Olimpiade Rio de Janeiro, Brasile Olimpiadi Cemento - 64S/32D/16X Singolare - Doppio - Doppio misto  | Andy Murray 7-5, 4-6, 6-2, 7-5                            | Juan Martín del Potro                      | Kei Nishikori 6-2, 6(1)-7, 6-3         | Rafael Nadal                                                        |
| 8 agosto  | Tennis ai Giochi della XXXI Olimpiade Rio de Janeiro, Brasile Olimpiadi Cemento - 64S/32D/16X Singolare - Doppio - Doppio misto  | Marc López Rafael Nadal 6-2, 3-6, 6-4                     | Florin Mergea Horia Tecău                  | Steve Johnson Jack Sock 6-2, 6-4       | Daniel Nestor Vasek Pospisil                                        |
| 8 agosto  | Tennis ai Giochi della XXXI Olimpiade Rio de Janeiro, Brasile Olimpiadi Cemento - 64S/32D/16X Singolare - Doppio - Doppio misto  | Bethanie Mattek-Sands Jack Sock 6<(3)–7, 6-1, [10-7]      | Venus Williams Rajeev Ram                  | Lucie Hradecká Radek Štěpánek 6-1, 7-5 | Sania Mirza Rohan Bopanna                                           |
| 8 agosto  | Abierto Mexicano Los Cabos Open 2016 Los Cabos, Messico ATP World Tour 250 808995 € - Cemento - 28S/32Q/16D Singolare - Doppio   | Ivo Karlović 7–6(5), 6-2                                  | Feliciano López                            | Pablo Carreño Busta Dušan Lajović      | Julien Benneteau Santiago Giraldo Marcel Granollers Nicolás Almagro |
| 8 agosto  | Abierto Mexicano Los Cabos Open 2016 Los Cabos, Messico ATP World Tour 250 808995 € - Cemento - 28S/32Q/16D Singolare - Doppio   | Purav Raja Divij Sharan 7–6(4), 7–6(3)                    | Jonathan Erlich Ken Skupski                | Pablo Carreño Busta Dušan Lajović      | Julien Benneteau Santiago Giraldo Marcel Granollers Nicolás Almagro |
| 14 agosto | Cincinnati Masters 2016 Cincinnati, Stati Uniti ATP World Tour Masters 1000 5004505 $ - Cemento - 56S/28Q/24D Singolare - Doppio | Marin Čilić 6-4, 7-5                                      | Andy Murray                                | Milos Raonic Grigor Dimitrov           | Bernard Tomić Dominic Thiem Borna Ćorić Steve Johnson               |
| 14 agosto | Cincinnati Masters 2016 Cincinnati, Stati Uniti ATP World Tour Masters 1000 5004505 $ - Cemento - 56S/28Q/24D Singolare - Doppio | Ivan Dodig Marcelo Melo 7–6(5), 6(5)–7, [10-6]            | Jean-Julien Rojer Horia Tecău              | Milos Raonic Grigor Dimitrov           | Bernard Tomić Dominic Thiem Borna Ćorić Steve Johnson               |
| 21 agosto | Winston-Salem Open 2016 Winston-Salem, Stati Uniti ATP World Tour 250 720940 $ - Cemento - 48S/32Q/16D Singolare - Doppio        | Pablo Carreño Busta 6(6)–7, 7-6(1), 6-4                   | Roberto Bautista Agut                      | John Millman Viktor Troicki            | Richard Gasquet Andrej Kuznecov Fernando Verdasco Lu Yen-hsun       |
| 21 agosto | Winston-Salem Open 2016 Winston-Salem, Stati Uniti ATP World Tour 250 720940 $ - Cemento - 48S/32Q/16D Singolare - Doppio        | Guillermo García López Henri Kontinen 4-6, 7–6(6), [10-8] | Andre Begemann Leander Paes                | John Millman Viktor Troicki            | Richard Gasquet Andrej Kuznecov Fernando Verdasco Lu Yen-hsun       |
| 29 agosto | US Open 2016 New York, Stati Uniti Grande Slam - Cemento 128S/128Q/64D/32X Singolare - Doppio - Doppio misto                     | Stan Wawrinka 6(1)-7, 6-4, 7-5, 6-3                       | Novak Đoković                              | Gaël Monfils Kei Nishikori             | Jo-Wilfried Tsonga Lucas Pouille Juan Martín del Potro Andy Murray  |
| 29 agosto | US Open 2016 New York, Stati Uniti Grande Slam - Cemento 128S/128Q/64D/32X Singolare - Doppio - Doppio misto                     | Jamie Murray Bruno Soares 6-2, 6-3                        | Pablo Carreño Busta Guillermo García López | Gaël Monfils Kei Nishikori             | Jo-Wilfried Tsonga Lucas Pouille Juan Martín del Potro Andy Murray  |
| 29 agosto | US Open 2016 New York, Stati Uniti Grande Slam - Cemento 128S/128Q/64D/32X Singolare - Doppio - Doppio misto                     | Laura Siegemund Mate Pavić 6-4, 6-4                       | Coco Vandeweghe Rajeev Ram                 | Gaël Monfils Kei Nishikori             | Jo-Wilfried Tsonga Lucas Pouille Juan Martín del Potro Andy Murray  |

### Settembre
| Settimana    | Torneo | Campione/i                                      | Finalista/i                             | Semifinalisti                       | Eliminati ai quarti di finale                                  |
| ------------ | --- | ----------------------------------------------- | --------------------------------------- | ----------------------------------- | -------------------------------------------------------------- |
| 12 settembre | Coppa Davis 2016 Semifinali Glasgow, Gran Bretagna - Cemento (i) Zara, Croazia - Cemento (i)                                   | Vincenti semifinali Argentina 3-2 Croazia 3-2   | Perdenti semifinali Regno Unito Francia |                                     |                                                                |
| 19 settembre | Moselle Open 2016 Metz, Francia ATP World Tour 250 520070 € - Cemento indoor - 28S/32Q/16D Singolare - Doppio                  | Lucas Pouille 7–6(5), 6-2                       | Dominic Thiem                           | Gilles Simon David Goffin           | Gilles Müller Malek Jaziri Julien Benneteau Nicolas Mahut      |
| 19 settembre | Moselle Open 2016 Metz, Francia ATP World Tour 250 520070 € - Cemento indoor - 28S/32Q/16D Singolare - Doppio                  | Julio Peralta Horacio Zeballos 6-3, 7–6(4)      | Mate Pavić Michael Venus                | Gilles Simon David Goffin           | Gilles Müller Malek Jaziri Julien Benneteau Nicolas Mahut      |
| 19 settembre | St. Petersburg Open 2016 San Pietroburgo, Russia ATP World Tour 250 986380 $ - Cemento indoor - 28S/32Q/16D Singolare - Doppio | Alexander Zverev 6-2, 3-6, 7-5                  | Stan Wawrinka                           | Roberto Bautista Agut Tomáš Berdych | Viktor Troicki João Sousa Paolo Lorenzi Michail Južnyj         |
| 19 settembre | St. Petersburg Open 2016 San Pietroburgo, Russia ATP World Tour 250 986380 $ - Cemento indoor - 28S/32Q/16D Singolare - Doppio | Dominic Inglot Henri Kontinen 4-6, 6-3, [12-10] | Andre Begemann Leander Paes             | Roberto Bautista Agut Tomáš Berdych | Viktor Troicki João Sousa Paolo Lorenzi Michail Južnyj         |
| 26 settembre | Shenzhen Open 2016 Shenzhen, Cina ATP World Tour 250 704140 $ - Cemento - 28S/32Q/16D Singolare - Doppio                       | Tomáš Berdych 7–6(5), 6(2)–7, 6-3               | Richard Gasquet                         | Thomaz Bellucci Janko Tipsarević    | Jiří Veselý Bernard Tomić Miša Zverev Malek Jaziri             |
| 26 settembre | Shenzhen Open 2016 Shenzhen, Cina ATP World Tour 250 704140 $ - Cemento - 28S/32Q/16D Singolare - Doppio                       | Fabio Fognini Robert Lindstedt 7–6(4), 6-3      | Oliver Marach Fabrice Martin            | Thomaz Bellucci Janko Tipsarević    | Jiří Veselý Bernard Tomić Miša Zverev Malek Jaziri             |
| 26 settembre | Chengdu Open 2016 Chengdu, Cina ATP World Tour 250 951235 $ - Cemento - 28S/16S/16D Singolare - Doppio                         | Karen Khachanov 6(4)–7, 7–6(3), 6-3             | Albert Ramos Viñolas-Viñolas            | Grigor Dimitrov Viktor Troicki      | Dominic Thiem Diego Schwartzman Feliciano López Kevin Anderson |
| 26 settembre | Chengdu Open 2016 Chengdu, Cina ATP World Tour 250 951235 $ - Cemento - 28S/16S/16D Singolare - Doppio                         | Raven Klaasen Rajeev Ram 7–6(2), 7-5            | Pablo Carreño Busta Mariusz Fyrstenberg | Grigor Dimitrov Viktor Troicki      | Dominic Thiem Diego Schwartzman Feliciano López Kevin Anderson |

### Ottobre
| Settimana  | Torneo | Campione/i                                           | Finalista/i                         | Semifinalisti                         | Eliminati ai quarti di finale                                                 |
| ---------- | --- | ---------------------------------------------------- | ----------------------------------- | ------------------------------------- | ----------------------------------------------------------------------------- |
| 3 ottobre  | China Open 2016 Pechino, Cina ATP World Tour 500 4164780 $- Cemento - 32S/16Q/16D Singolare - Doppio                       | Andy Murray 6-4, 7–6(2)                              | Grigor Dimitrov                     | David Ferrer Milos Raonic             | Kyle Edmund Alexander Zverev Pablo Carreño Busta Rafael Nadal                 |
| 3 ottobre  | China Open 2016 Pechino, Cina ATP World Tour 500 4164780 $- Cemento - 32S/16Q/16D Singolare - Doppio                       | Pablo Carreño Busta Rafael Nadal 6(6)–7, 6-2, [10-8] | Jack Sock Bernard Tomić             | David Ferrer Milos Raonic             | Kyle Edmund Alexander Zverev Pablo Carreño Busta Rafael Nadal                 |
| 3 ottobre  | Japan Open Tennis Champs 2016 Tokyo, Giappone ATP World Tour 500 1665945 $ - Cemento - 32S/16Q/16D Singolare - Doppio      | Nick Kyrgios 4-6, 6-3, 7-5                           | David Goffin                        | Marin Čilić Gaël Monfils              | João Sousa Juan Mónaco Gilles Müller Ivo Karlović                             |
| 3 ottobre  | Japan Open Tennis Champs 2016 Tokyo, Giappone ATP World Tour 500 1665945 $ - Cemento - 32S/16Q/16D Singolare - Doppio      | Marcel Granollers Marcin Matkowski 6-2, 7–6(4)       | Raven Klaasen Rajeev Ram            | Marin Čilić Gaël Monfils              | João Sousa Juan Mónaco Gilles Müller Ivo Karlović                             |
| 9 ottobre  | Shanghai Masters 2016 Shanghai, Cina ATP World Tour Masters 1000 7655640 $ - Cemento - 56S/28Q/24D Singolare - Doppio      | Andy Murray 7-6(1), 6-1                              | Roberto Bautista Agut               | Novak Đoković Gilles Simon            | Miša Zverev Jo-Wilfried Tsonga Jack Sock David Goffin                         |
| 9 ottobre  | Shanghai Masters 2016 Shanghai, Cina ATP World Tour Masters 1000 7655640 $ - Cemento - 56S/28Q/24D Singolare - Doppio      | John Isner Jack Sock 6-4, 6-4                        | Henri Kontinen John Peers           | Novak Đoković Gilles Simon            | Miša Zverev Jo-Wilfried Tsonga Jack Sock David Goffin                         |
| 17 ottobre | Kremlin Cup 2016 Mosca, Russia ATP World Tour 250 919220 $ - Cemento indoor - 28S/32Q/16D Singolare - Doppio               | Pablo Carreño Busta 4-6, 6-3, 6-2                    | Fabio Fognini                       | Stéphane Robert Philipp Kohlschreiber | Aleksandr Bublik Daniil Medvedev Thomaz Bellucci Albert Ramos Viñolas-Viñolas |
| 17 ottobre | Kremlin Cup 2016 Mosca, Russia ATP World Tour 250 919220 $ - Cemento indoor - 28S/32Q/16D Singolare - Doppio               | Juan Sebastián Cabal Robert Farah 7-5, 4-6, [10-5]   | Julian Knowle Jürgen Melzer         | Stéphane Robert Philipp Kohlschreiber | Aleksandr Bublik Daniil Medvedev Thomaz Bellucci Albert Ramos Viñolas-Viñolas |
| 17 ottobre | Stockholm Open 2016 Stoccolma, Svezia ATP World Tour 250 635645 € - Cemento indoor - 28S/32Q/16D Singolare - Doppio        | Juan Martín del Potro 7-5, 6-1                       | Jack Sock                           | Alexander Zverev Grigor Dimitrov      | Gastão Elias Tobias Kamke Ivo Karlović Kevin Anderson                         |
| 17 ottobre | Stockholm Open 2016 Stoccolma, Svezia ATP World Tour 250 635645 € - Cemento indoor - 28S/32Q/16D Singolare - Doppio        | Elias Ymer Mikael Ymer 6-1, 6-1                      | Mate Pavić Michael Venus            | Alexander Zverev Grigor Dimitrov      | Gastão Elias Tobias Kamke Ivo Karlović Kevin Anderson                         |
| 17 ottobre | European Open 2016 Anversa, Belgio ATP World Tour 250 635645 € - Cemento indoor - 28S/32Q/16D Singolare - Doppio           | Richard Gasquet 7–6(4), 6-1                          | Diego Schwartzman                   | David Goffin Kyle Edmund              | Marius Copil Pablo Cuevas Jan-Lennard Struff Andreas Seppi                    |
| 17 ottobre | European Open 2016 Anversa, Belgio ATP World Tour 250 635645 € - Cemento indoor - 28S/32Q/16D Singolare - Doppio           | Daniel Nestor Édouard Roger-Vasselin 6-4, 6-4        | Pierre-Hugues Herbert Nicolas Mahut | David Goffin Kyle Edmund              | Marius Copil Pablo Cuevas Jan-Lennard Struff Andreas Seppi                    |
| 24 ottobre | Vienna Open 2016 Vienna, Austria ATP World Tour 500 2467310 € - Cemento indoor - 32S/16Q/16D Singolare - Doppio            | Andy Murray 6-3, 7–6(6)                              | Jo-Wilfried Tsonga                  | David Ferrer Ivo Karlović             | John Isner Viktor Troicki Albert Ramos Viñolas-Viñolas Karen Khachanov        |
| 24 ottobre | Vienna Open 2016 Vienna, Austria ATP World Tour 500 2467310 € - Cemento indoor - 32S/16Q/16D Singolare - Doppio            | Łukasz Kubot Marcelo Melo 4-6, 6-3, [13-11]          | Oliver Marach Fabrice Martin        | David Ferrer Ivo Karlović             | John Isner Viktor Troicki Albert Ramos Viñolas-Viñolas Karen Khachanov        |
| 24 ottobre | Swiss Indoors Basel 2016 Basilea, Svizzera ATP World Tour 500 2151985 € - Cemento indoor - 32S/16Q/16D Singolare - Doppio  | Marin Čilić 6-1, 7–6(5)                              | Kei Nishikori                       | Miša Zverev Gilles Müller             | Stan Wawrinka Marcel Granollers Juan Martín del Potro Federico Delbonis       |
| 24 ottobre | Swiss Indoors Basel 2016 Basilea, Svizzera ATP World Tour 500 2151985 € - Cemento indoor - 32S/16Q/16D Singolare - Doppio  | Marcel Granollers Jack Sock 6-3, 6-4                 | Robert Lindstedt Michael Venus      | Miša Zverev Gilles Müller             | Stan Wawrinka Marcel Granollers Juan Martín del Potro Federico Delbonis       |
| 31 ottobre | Paris Masters 2016 Parigi, Francia ATP World Tour Masters 1000 4300755 € - Cemento indoor - 48S/24Q/24D Singolare - Doppio | Andy Murray 6-3, 6(4)–7, 6-4                         | John Isner                          | Marin Čilić Milos Raonic              | Novak Đoković Jack Sock Jo-Wilfried Tsonga Tomáš Berdych                      |
| 31 ottobre | Paris Masters 2016 Parigi, Francia ATP World Tour Masters 1000 4300755 € - Cemento indoor - 48S/24Q/24D Singolare - Doppio | Henri Kontinen John Peers 6-4, 3-6, [10-6]           | Pierre-Hugues Herbert Nicolas Mahut | Marin Čilić Milos Raonic              | Novak Đoković Jack Sock Jo-Wilfried Tsonga Tomáš Berdych                      |

### Novembre
| Settimana   | Torneo | Campione/i                                 | Finalista/i              | Semifinalisti              | Eliminati ai quarti di finale                                                                                       |
| ----------- | --- | ------------------------------------------ | ------------------------ | -------------------------- | --- |
| 16 novembre | Barclays ATP World Tour Finals 2016 Londra, Gran Bretagna ATP World Tour Finals 7500000 $ - Cemento indoor - 8S/8D (RR) Singolare - Doppio | Andy Murray 6-3, 6-4                       | Novak Đoković            | Milos Raonic Kei Nishikori | Round Robin Gruppo John McEnroe Stan Wawrinka Marin Čilić Gruppo Ivan Lendl Dominic Thiem Gaël Monfils David Goffin |
| 16 novembre | Barclays ATP World Tour Finals 2016 Londra, Gran Bretagna ATP World Tour Finals 7500000 $ - Cemento indoor - 8S/8D (RR) Singolare - Doppio | Henri Kontinen John Peers 2-6, 6-1, [10-8] | Raven Klaasen Rajeev Ram | Milos Raonic Kei Nishikori | Round Robin Gruppo John McEnroe Stan Wawrinka Marin Čilić Gruppo Ivan Lendl Dominic Thiem Gaël Monfils David Goffin |
| 21 novembre | Coppa Davis 2016 Finale Zagabria, Croazia - Cemento (i)                                                                                    | Argentina 3-2                              | Croazia                  |                            | |

## Ranking a fine anno

### Singolare
| #   | Giocatore     | Punti  | Rank. 2015 | /       |
| 1.  | Andy Murray   | 12 410 | 2          | 1       |
| 2.  | Novak Đoković | 11 780 | 1          | 1       |
| 3.  | Milos Raonic  | 5 450  | 14         | 11      |
| 4.  | Stan Wawrinka | 5 315  | 4          | Stabile |
| 5.  | Kei Nishikori | 4 905  | 8          | 3       |
| 6.  | Marin Čilić   | 3 650  | 13         | 7       |
| 7.  | Gaël Monfils  | 3 625  | 24         | 17      |
| 8.  | Dominic Thiem | 3 415  | 20         | 12      |
| 9.  | Rafael Nadal  | 3 300  | 5          | 5       |
| 10. | Tomáš Berdych | 3 060  | 6          | 4       |

Nel corso della stagione due tennisti hanno occupato la prima posizione:
- Djokovic = fine 2015 – 6 novembre 2016
- A. Murray = 7 novembre – fine anno

### Doppio
| #   | Giocatore             | Punti | Rank. 2015 | /       |
| 1.  | Nicolas Mahut         | 8 550 | 12         | 11      |
| 2.  | Pierre-Hugues Herbert | 7 935 | 14         | 12      |
| 3.  | Bruno Soares          | 7 760 | 22         | 19      |
| 4.  | Jamie Murray          | 7 670 | 7          | 3       |
| 5.  | Bob Bryan             | 6 590 | 4          | 1       |
| 5.  | Mike Bryan            | 6 590 | 5          | Stabile |
| 7.  | Henri Kontinen        | 5 590 | 31         | 24      |
| 8.  | Marcelo Melo          | 5 460 | 1          | 7       |
| 9.  | John Peers            | 5 450 | 8          | 1       |
| 10. | Marc López            | 4 775 | 32         | 22      |

Nel corso della stagione tre tennisti hanno occupato la prima posizione:
- Melo = fine 2015 – 3 aprile 2016
- J. Murray = 4 aprile – 8 maggio
- Melo = 9 maggio – 5 giugno
- Mahut = 6 giugno – 12 giugno
- J. Murray = 13 giugno – 10 luglio
- Mahut = 11 luglio – fine anno

## Informazioni statistiche

### Titoli vinti per giocatore
| Titoli | Giocatore                    | S | D | X | S | D | X | S | D | S | D | S | D | S | D | S | D | X |
| ------ | ---------------------------- | - | - | - | - | - | - | - | - | - | - | - | - | - | - | - | - | - |
| 9      | Andy Murray                  | ● |   |   | ● |   |   | ● |   | ● |   | ● |   |   |   | 9 | 0 | 0 |
| 8      | Henri Kontinen               |   |   | ● |   |   |   |   | ● |   | ● |   | ● |   | ● | 0 | 7 | 1 |
| 7      | Novak Đoković                | ● |   |   |   |   |   |   |   | ● |   |   |   | ● |   | 7 | 0 | 0 |
| 7      | Nicolas Mahut                |   | ● |   |   |   |   |   |   |   | ● |   | ● | ● |   | 1 | 6 | 0 |
| 5      | Pierre-Hugues Herbert        |   | ● |   |   |   |   |   |   |   | ● |   | ● |   |   | 0 | 5 | 0 |
| 5      | Mate Pavić                   |   |   | ● |   |   |   |   |   |   |   |   |   |   | ● | 0 | 4 | 1 |
| 5      | John Peers                   |   |   |   |   |   |   |   | ● |   | ● |   | ● |   | ● | 0 | 5 | 0 |
| 4      | Bruno Soares                 |   | ● | ● |   |   |   |   |   |   |   |   |   |   | ● | 0 | 3 | 1 |
| 4      | Stan Wawrinka                | ● |   |   |   |   |   |   |   |   |   | ● |   | ● |   | 4 | 0 | 0 |
| 4      | Rafael Nadal                 |   |   |   |   | ● |   |   |   | ● |   | ● | ● |   |   | 2 | 2 | 0 |
| 4      | Dominic Thiem                |   |   |   |   |   |   |   |   |   |   | ● |   | ● |   | 4 | 0 | 0 |
| 4      | Pablo Carreño Busta          |   |   |   |   |   |   |   |   |   |   |   | ● | ● | ● | 2 | 2 | 0 |
| 4      | Juan Sebastián Cabal         |   |   |   |   |   |   |   |   |   |   |   | ● |   | ● | 0 | 4 | 0 |
| 4      | Robert Farah                 |   |   |   |   |   |   |   |   |   |   |   | ● |   | ● | 0 | 4 | 0 |
| 4      | Michael Venus                |   |   |   |   |   |   |   |   |   |   |   |   |   | ● | 0 | 4 | 0 |
| 4      | Horacio Zeballos             |   |   |   |   |   |   |   |   |   |   |   |   |   | ● | 0 | 4 | 0 |
| 3      | Jamie Murray                 |   | ● |   |   |   |   |   |   |   |   |   |   |   | ● | 0 | 3 | 0 |
| 3      | Marc López                   |   | ● |   |   | ● |   |   |   |   |   |   |   |   | ● | 0 | 3 | 0 |
| 3      | Feliciano López              |   | ● |   |   |   |   |   |   |   |   |   |   | ● | ● | 1 | 2 | 0 |
| 3      | Jack Sock                    |   |   |   |   |   | ● |   |   |   | ● |   | ● |   |   | 0 | 2 | 1 |
| 3      | Marcelo Melo                 |   |   |   |   |   |   |   |   |   | ● |   | ● |   |   | 0 | 3 | 0 |
| 3      | Bob Bryan                    |   |   |   |   |   |   |   |   |   | ● |   | ● |   | ● | 0 | 3 | 0 |
| 3      | Mike Bryan                   |   |   |   |   |   |   |   |   |   | ● |   | ● |   | ● | 0 | 3 | 0 |
| 3      | Martin Kližan                |   |   |   |   |   |   |   |   |   |   | ● |   |   | ● | 2 | 1 | 0 |
| 3      | Marcel Granollers            |   |   |   |   |   |   |   |   |   |   |   | ● |   | ● | 0 | 3 | 0 |
| 3      | Nick Kyrgios                 |   |   |   |   |   |   |   |   |   |   | ● |   | ● |   | 3 | 0 | 0 |
| 3      | Daniel Nestor                |   |   |   |   |   |   |   |   |   |   |   | ● |   | ● | 0 | 3 | 0 |
| 3      | Julio Peralta                |   |   |   |   |   |   |   |   |   |   |   |   |   | ● | 0 | 3 | 0 |
| 2      | Ivan Dodig                   |   |   |   |   |   |   |   |   |   | ● |   |   |   |   | 0 | 2 | 0 |
| 2      | Marin Čilić                  |   |   |   |   |   |   |   |   | ● |   | ● |   |   |   | 2 | 0 | 0 |
| 2      | Horia Tecău                  |   |   |   |   |   |   |   |   |   | ● |   |   |   | ● | 0 | 2 | 0 |
| 2      | Pablo Cuevas                 |   |   |   |   |   |   |   |   |   |   | ● |   | ● |   | 2 | 0 | 0 |
| 2      | Raven Klaasen                |   |   |   |   |   |   |   |   |   |   |   | ● |   | ● | 0 | 2 | 0 |
| 2      | Rajeev Ram                   |   |   |   |   |   |   |   |   |   |   |   | ● |   | ● | 0 | 2 | 0 |
| 2      | Édouard Roger-Vasselin       |   |   |   |   |   |   |   |   |   |   |   | ● |   | ● | 0 | 2 | 0 |
| 2      | Roberto Bautista Agut        |   |   |   |   |   |   |   |   |   |   |   |   | ● |   | 2 | 0 | 0 |
| 2      | Richard Gasquet              |   |   |   |   |   |   |   |   |   |   |   |   | ● |   | 2 | 0 | 0 |
| 2      | Ivo Karlović                 |   |   |   |   |   |   |   |   |   |   |   |   | ● |   | 2 | 0 | 0 |
| 2      | Fabio Fognini                |   |   |   |   |   |   |   |   |   |   |   |   | ● | ● | 1 | 1 | 0 |
| 2      | Steve Johnson                |   |   |   |   |   |   |   |   |   |   |   |   | ● | ● | 1 | 1 | 0 |
| 2      | Sam Querrey                  |   |   |   |   |   |   |   |   |   |   |   |   | ● | ● | 1 | 1 | 0 |
| 2      | Guillermo Durán              |   |   |   |   |   |   |   |   |   |   |   |   |   | ● | 0 | 2 | 0 |
| 2      | Dominic Inglot               |   |   |   |   |   |   |   |   |   |   |   |   |   | ● | 0 | 2 | 0 |
| 2      | Wesley Koolhof               |   |   |   |   |   |   |   |   |   |   |   |   |   | ● | 0 | 2 | 0 |
| 2      | Oliver Marach                |   |   |   |   |   |   |   |   |   |   |   |   |   | ● | 0 | 2 | 0 |
| 2      | David Marrero                |   |   |   |   |   |   |   |   |   |   |   |   |   | ● | 0 | 2 | 0 |
| 2      | Fabrice Martin               |   |   |   |   |   |   |   |   |   |   |   |   |   | ● | 0 | 2 | 0 |
| 2      | Matwé Middelkoop             |   |   |   |   |   |   |   |   |   |   |   |   |   | ● | 0 | 2 | 0 |
| 1      | Leander Paes                 |   |   | ● |   |   |   |   |   |   |   |   |   |   |   | 0 | 0 | 1 |
| 1      | John Isner                   |   |   |   |   |   |   |   |   |   | ● |   |   |   |   | 0 | 1 | 0 |
| 1      | Jean-Julien Rojer            |   |   |   |   |   |   |   |   |   | ● |   |   |   |   | 0 | 1 | 0 |
| 1      | Florian Mayer                |   |   |   |   |   |   |   |   |   |   | ● |   |   |   | 1 | 0 | 0 |
| 1      | Gaël Monfils                 |   |   |   |   |   |   |   |   |   |   | ● |   |   |   | 1 | 0 | 0 |
| 1      | Simone Bolelli               |   |   |   |   |   |   |   |   |   |   |   | ● |   |   | 0 | 1 | 0 |
| 1      | Treat Huey                   |   |   |   |   |   |   |   |   |   |   |   | ● |   |   | 0 | 1 | 0 |
| 1      | Łukasz Kubot                 |   |   |   |   |   |   |   |   |   |   |   | ● |   |   | 0 | 1 | 0 |
| 1      | Marcin Matkowski             |   |   |   |   |   |   |   |   |   |   |   | ● |   |   | 0 | 1 | 0 |
| 1      | Maks Mirny                   |   |   |   |   |   |   |   |   |   |   |   | ● |   |   | 0 | 1 | 0 |
| 1      | Vasek Pospisil               |   |   |   |   |   |   |   |   |   |   |   | ● |   |   | 0 | 1 | 0 |
| 1      | Andreas Seppi                |   |   |   |   |   |   |   |   |   |   |   | ● |   |   | 0 | 1 | 0 |
| 1      | Nicolás Almagro              |   |   |   |   |   |   |   |   |   |   |   |   | ● |   | 1 | 0 | 0 |
| 1      | Tomáš Berdych                |   |   |   |   |   |   |   |   |   |   |   |   | ● |   | 1 | 0 | 0 |
| 1      | Federico Delbonis            |   |   |   |   |   |   |   |   |   |   |   |   | ● |   | 1 | 0 | 0 |
| 1      | Juan Martín del Potro        |   |   |   |   |   |   |   |   |   |   |   |   | ● |   | 1 | 0 | 0 |
| 1      | Víctor Estrella Burgos       |   |   |   |   |   |   |   |   |   |   |   |   | ● |   | 1 | 0 | 0 |
| 1      | Karen Khachanov              |   |   |   |   |   |   |   |   |   |   |   |   | ● |   | 1 | 0 | 0 |
| 1      | Philipp Kohlschreiber        |   |   |   |   |   |   |   |   |   |   |   |   | ● |   | 1 | 0 | 0 |
| 1      | Paolo Lorenzi                |   |   |   |   |   |   |   |   |   |   |   |   | ● |   | 1 | 0 | 0 |
| 1      | Juan Mónaco                  |   |   |   |   |   |   |   |   |   |   |   |   | ● |   | 1 | 0 | 0 |
| 1      | Kei Nishikori                |   |   |   |   |   |   |   |   |   |   |   |   | ● |   | 1 | 0 | 0 |
| 1      | Lucas Pouille                |   |   |   |   |   |   |   |   |   |   |   |   | ● |   | 1 | 0 | 0 |
| 1      | Albert Ramos Viñolas-Viñolas |   |   |   |   |   |   |   |   |   |   |   |   | ● |   | 1 | 0 | 0 |
| 1      | Milos Raonic                 |   |   |   |   |   |   |   |   |   |   |   |   | ● |   | 1 | 0 | 0 |
| 1      | Diego Schwartzman            |   |   |   |   |   |   |   |   |   |   |   |   | ● |   | 1 | 0 | 0 |
| 1      | Viktor Troicki               |   |   |   |   |   |   |   |   |   |   |   |   | ● |   | 1 | 0 | 0 |
| 1      | Alexander Zverev             |   |   |   |   |   |   |   |   |   |   |   |   | ● |   | 1 | 0 | 0 |
| 1      | Eric Butorac                 |   |   |   |   |   |   |   |   |   |   |   |   |   | ● | 0 | 1 | 0 |
| 1      | Flavio Cipolla               |   |   |   |   |   |   |   |   |   |   |   |   |   | ● | 0 | 1 | 0 |
| 1      | Marcus Daniell               |   |   |   |   |   |   |   |   |   |   |   |   |   | ● | 0 | 1 | 0 |
| 1      | Mariusz Fyrstenberg          |   |   |   |   |   |   |   |   |   |   |   |   |   | ● | 0 | 1 | 0 |
| 1      | Guillermo García López       |   |   |   |   |   |   |   |   |   |   |   |   |   | ● | 0 | 1 | 0 |
| 1      | Máximo González              |   |   |   |   |   |   |   |   |   |   |   |   |   | ● | 0 | 1 | 0 |
| 1      | Santiago González            |   |   |   |   |   |   |   |   |   |   |   |   |   | ● | 0 | 1 | 0 |
| 1      | Samuel Groth                 |   |   |   |   |   |   |   |   |   |   |   |   |   | ● | 0 | 1 | 0 |
| 1      | Chris Guccione               |   |   |   |   |   |   |   |   |   |   |   |   |   | ● | 0 | 1 | 0 |
| 1      | Robert Lindstedt             |   |   |   |   |   |   |   |   |   |   |   |   |   | ● | 0 | 1 | 0 |
| 1      | Scott Lipsky                 |   |   |   |   |   |   |   |   |   |   |   |   |   | ● | 0 | 1 | 0 |
| 1      | Florin Mergea                |   |   |   |   |   |   |   |   |   |   |   |   |   | ● | 0 | 1 | 0 |
| 1      | Andrés Molteni               |   |   |   |   |   |   |   |   |   |   |   |   |   | ● | 0 | 1 | 0 |
| 1      | Purav Raja                   |   |   |   |   |   |   |   |   |   |   |   |   |   | ● | 0 | 1 | 0 |
| 1      | Dudi Sela                    |   |   |   |   |   |   |   |   |   |   |   |   |   | ● | 0 | 1 | 0 |
| 1      | Divij Sharan                 |   |   |   |   |   |   |   |   |   |   |   |   |   | ● | 0 | 1 | 0 |
| 1      | Artem Sitak                  |   |   |   |   |   |   |   |   |   |   |   |   |   | ● | 0 | 1 | 0 |
| 1      | Elias Ymer                   |   |   |   |   |   |   |   |   |   |   |   |   |   | ● | 0 | 1 | 0 |
| 1      | Mikael Ymer                  |   |   |   |   |   |   |   |   |   |   |   |   |   | ● | 0 | 1 | 0 |

### Titoli vinti per nazione
| Totale | Nazione         | S | D | M | S | D | M | S | D | S | D | S | D | S | D | S  | D  | M |
| ------ | --------------- | - | - | - | - | - | - | - | - | - | - | - | - | - | - | -- | -- | - |
| 20     | Spagna          |   | 1 |   |   | 1 |   |   |   | 1 |   | 1 | 3 | 8 | 5 | 10 | 10 | 0 |
| 15     | Francia         |   | 1 |   |   |   |   |   |   |   | 3 | 1 | 3 | 4 | 3 | 5  | 10 | 0 |
| 14     | Regno Unito     | 1 | 2 |   | 1 |   |   | 1 |   | 3 |   | 3 |   |   | 3 | 9  | 5  | 0 |
| 12     | Stati Uniti     |   |   |   |   |   | 1 |   |   |   | 2 |   | 3 | 2 | 4 | 2  | 9  | 1 |
| 11     | Croazia         |   |   | 1 |   |   |   |   |   | 1 | 2 | 1 |   | 2 | 4 | 4  | 6  | 1 |
| 10     | Argentina       |   |   |   |   |   |   |   |   |   |   |   |   | 4 | 6 | 4  | 6  | 0 |
| 9      | Australia       |   |   |   |   |   |   |   | 1 |   | 1 | 1 | 1 | 2 | 3 | 3  | 6  | 0 |
| 8      | Serbia          | 2 |   |   |   |   |   |   |   | 4 |   |   |   | 2 |   | 8  | 0  | 0 |
| 8      | Finlandia       |   |   | 1 |   |   |   |   | 1 |   | 1 |   | 1 |   | 4 | 0  | 7  | 1 |
| 7      | Brasile         |   | 2 | 1 |   |   |   |   |   |   | 2 |   | 1 |   | 1 | 0  | 6  | 1 |
| 6      | Austria         |   |   |   |   |   |   |   |   |   |   | 1 |   | 3 | 2 | 4  | 2  | 0 |
| 5      | Canada          |   |   |   |   |   |   |   |   |   |   |   | 2 | 1 | 2 | 1  | 4  | 0 |
| 5      | Italia          |   |   |   |   |   |   |   |   |   |   |   | 1 | 2 | 2 | 2  | 3  | 0 |
| 5      | Nuova Zelanda   |   |   |   |   |   |   |   |   |   |   |   |   |   | 5 | 0  | 5  | 0 |
| 4      | Svizzera        | 1 |   |   |   |   |   |   |   |   |   | 1 |   | 2 |   | 4  | 0  | 0 |
| 4      | Slovacchia      |   |   |   |   |   |   |   |   |   | 1 | 2 |   |   | 1 | 2  | 2  | 0 |
| 4      | Colombia        |   |   |   |   |   |   |   |   |   |   |   | 1 |   | 3 | 0  | 4  | 0 |
| 3      | Paesi Bassi     |   |   |   |   |   |   |   |   |   | 1 |   |   |   | 2 | 0  | 3  | 0 |
| 3      | Polonia         |   |   |   |   |   |   |   |   |   |   |   | 2 |   | 1 | 0  | 3  | 0 |
| 3      | Germania        |   |   |   |   |   |   |   |   |   |   | 1 |   | 2 |   | 3  | 0  | 0 |
| 3      | Cile            |   |   |   |   |   |   |   |   |   |   |   |   |   | 3 | 0  | 3  | 0 |
| 2      | India           |   |   | 1 |   |   |   |   |   |   |   |   |   |   | 1 | 0  | 1  | 1 |
| 2      | Romania         |   |   |   |   |   |   |   |   |   | 1 |   |   |   | 1 | 0  | 2  | 0 |
| 2      | Uruguay         |   |   |   |   |   |   |   |   |   |   | 1 |   | 1 |   | 2  | 0  | 0 |
| 2      | Sudafrica       |   |   |   |   |   |   |   |   |   |   |   | 1 |   | 1 | 0  | 2  | 0 |
| 2      | Svezia          |   |   |   |   |   |   |   |   |   |   |   |   |   | 2 | 0  | 2  | 0 |
| 1      | Bielorussia     |   |   |   |   |   |   |   |   |   |   |   | 1 |   |   | 0  | 1  | 0 |
| 1      | Filippine       |   |   |   |   |   |   |   |   |   |   |   | 1 |   |   | 0  | 1  | 0 |
| 1      | Giappone        |   |   |   |   |   |   |   |   |   |   |   |   | 1 |   | 1  | 0  | 0 |
| 1      | Rep. Ceca       |   |   |   |   |   |   |   |   |   |   |   |   | 1 |   | 1  | 0  | 0 |
| 1      | Rep. Dominicana |   |   |   |   |   |   |   |   |   |   |   |   | 1 |   | 1  | 0  | 0 |
| 1      | Russia          |   |   |   |   |   |   |   |   |   |   |   |   | 1 |   | 1  | 0  | 0 |
| 1      | Israele         |   |   |   |   |   |   |   |   |   |   |   |   |   | 1 | 0  | 1  | 0 |
| 1      | Messico         |   |   |   |   |   |   |   |   |   |   |   |   |   | 1 | 0  | 1  | 0 |

### Informazioni sui titoli
I giocatori sottoelencati hanno vinto il loro primo titolo in carriera in singolo, doppio o in doppio misto:
- Fabrice Martin – Chennai (doppio)
- Pablo Carreño Busta – Quito (doppio), Winston-Salem (singolare)
- Guillermo Durán – Quito (doppio)
- Wesley Koolhof – Sofia (doppio)
- Matwé Middelkoop – Sofia (doppio)
- Nick Kyrgios – Marsiglia (singolare)
- Andreas Seppi – Dubai (doppio)
- Julio Peralta – São Paulo (doppio)
- Diego Schwartzman – Istanbul (singolare)
- Flavio Cipolla – Istanbul (doppio)
- Dudi Sela – Istanbul (doppio)
- Steve Johnson – Ginevra (doppio), Nottingham (singolare)
- Henri Kontinen – Wimbledon (doppio misto)
- Albert Ramos Viñolas – Båstad (singolare)
- Paolo Lorenzi – Kitzbühel (singolare)
- Andrés Molteni – Atlanta (doppio)
- Mate Pavić – US Open (doppio misto)
- Lucas Pouille – Metz (singolare)
- Alexander Zverev – San Pietroburgo (singolare)
- Karen Chačanov – Chengdu (singolare)
- Elias Ymer – Stoccolma (doppio)
- Mikael Ymer – Stoccolma (doppio)

I seguenti giocatori hanno difeso un titolo conquistato nel 2015 in singolo, doppio o doppio misto:
- Stan Wawrinka – Chennai (singolare)
- John Peers – Brisbane (doppio), Amburgo (doppio)
- Viktor Troicki – Sydney (singolare)
- Novak Đoković – Australian Open (singolare), Indian Wells (singolare), Miami (singolare)
- Richard Gasquet – Montpellier (singolare)
- Víctor Estrella Burgos – Quito (singolare)
- Kei Nishikori – Memphis (singolare)
- Mariusz Fyrstenberg – Memphis (doppio)
- Santiago González – Memphis (doppio)
- Pablo Cuevas – São Paulo (singolare)
- Scott Lipsky – Cascais (doppio)
- Dominic Thiem – Nizza (singolare)
- Nicolas Mahut – 's-Hertogenbosch (singolare), Londra (doppio)
- Raven Klaasen – Halle (doppio)
- Rajeev Ram – Halle (doppio)
- Andy Murray – Londra (singolare),  Olimpiadi (singolare)[2]
- Pierre-Hugues Herbert – Londra (doppio)
- Henri Kontinen – San Pietroburgo (doppio)
- Tomáš Berdych – Shenzhen (singolare)

## Ritiri
I seguenti giocatori hanno annunciato il loro ritiro dal tennis professionistico durante il 2016:
- Andreas Beck
- Michael Berrer
- Eric Butorac
- Lleyton Hewitt
- Jesse Huta Galung
- Rui Machado
- Julian Reister
- Thomas Schoorel